# طواف لايغويليا 2016
طواف لايغويليا 2016 هو سباق دراجات هوائية، وهو الموسم رقم 85 من طواف لايغويليا، وأقيم في 2016، وأقيم خلال الفترة 26 مارس 2016، وحتى 27 مارس 2016، وامتدّ لمسافة 269 كيلومتر، وهو أحد سباقات طواف أوروبا للدراجات 2016، وشارك فيه 124 متسابقاً ووصل إلى نهايته 61 متسابقاً.
فاز فيه بالمركز الأول تيبو بينو، وبالمركز الثاني بيير لاتور، وبالمركز الثالث سام أومن، والفائز في ترتيب النقاط تيبو بينو، والفائز حسب ترتيب النقاط للشباب بيير لاتور، والفائز حسب ترتيب التسلق ريمي دي جريجوريو، والفريق الفائز في ترتيب الفرق إف دي جي.

## الفرق
| فرق عالمية (5)- AG2R La Mondiale - Cannondale - FDJ - Giant-Alpecin - IAM Cycling فرق قارية محترفة (8)- Bora-Argon 18 - Cofidis, Solutions Crédits - ديلكو ‏ - Direct Énergie - Fortuneo-Vital Concept - ONE Pro Cycling ‏ - Akros–Excelsior–Thömus ‏ - Stölting Service Group (cycling team) ‏ فرق قارية (3)- أرمي دي تير 2016 ‏ - إتش بي بي تي بي – أوبير 93 ‏ - Van Rysel–Roubaix ‏ |  |
| |  |

## المراحل
| قائمة المراحل | قائمة المراحل | قائمة المراحل                    | قائمة المراحل          | قائمة المراحل | قائمة المراحل   | قائمة المراحل |
| المرحلة       | التاريخ       | الدورة                           |                        | المسافة (كم)  | الفائز بالمرحلة | القائد العام  |
| ------------- | ------------- | -------------------------------- | ---------------------- | ------------- | --------------- | ------------- |
| مرحلة 1       | 26 مارس       | بورتو فيكيو – بورتو فيكيو        | مرحلة مستوية           | 90٫5          | سام بينيت       | سام بينيت     |
| مرحلة 2       | 26 مارس       | بورتو فيكيو – بورتو فيكيو        | نوع المرحلة غير معروف. | 7             | تيبو بينو       | تيبو بينو     |
| مرحلة 3       | 27 مارس       | بورتو فيكيو – Col de l'Ospedale ‏ | مرحلة جبلية متوسطة     | 171٫5         | تيبو بينو       | تيبو بينو     |

## التصنيف العام النهائي
| التصنيف العام                                           | التصنيف العام | التصنيف العام | التصنيف العام    | التصنيف العام |
| العداء                                                  | العداء        | البلد         | الفريق           | الوقت         |
| ------------------------------------------------------- | ------------- | ------------- | ---------------- | ------------- |
| 1                                                       | تيبو بينو     | فرنسا         | إف دي جي         |               |
| 2                                                       | بيير لاتور    | فرنسا         | AG2R La Mondiale |               |
| 3                                                       | سام أومن      | هولندا        | Giant-Alpecin    |               |
| مصدر: ProCyclingStats Cycling Quotient Cycling Archives |               |               |                  |               |

## وصلات خارجية
- الموقع الرسمي
- لمحة عن سباق طواف لايغويليا 2016 على موقع  ProCyclingStats   (برو  سايكلنج  ستاتس) - إحصاءات  محترفي  الدراجات.
- طواف لايغويليا 2016 على موقع إحصائيات الدراجات الإحترافية (الإنجليزية)
- طواف لايغويليا 2016 في موقع Cycling Archives سايكلنج أركايفز